# Anthony Peckham
Pour les articles homonymes, voir Peckham (homonymie).
Anthony Peckham est un scénariste américain.

## Filmographie
- 2001 : Pas un mot de Gary Fleder
- 2004 : 5ive Days to Midnight (téléfilm)
- 2009 : Invictus de Clint Eastwood
- 2009 : Sherlock Holmes de Guy Ritchie
- 2010 : Le Livre d'Eli (The Book of Eli) d'Albert et Allen Hughes
- 2013 : The Ryan Initiative (Jack Ryan: Shadow Recruit) de Kenneth Branagh (coscénariste)

## Distinctions
- 2009 : Paul Selvin Honorary Award du Writers Guild of America pour Invictus